# 戈特赛姆
戈特赛姆（法語：Gottesheim，法語發音：[ɡɔtəsaim] ⓘ）是法国下莱茵省的一个市镇，属于萨韦尔讷区。

## 地理
戈特赛姆（48°46'29"N, 7°28'48"E）面积5.11 平方千米，位于法国大東部大區下莱茵省，该省份为法国大陆部分最东部的省份，是阿尔萨斯的一部分，今与上莱茵省组成了阿尔萨斯欧洲集体，其南至上莱茵省，西南接孚日省和默尔特-摩泽尔省，西接摩泽尔省，北与德国接壤。
与戈特赛姆接壤的市镇（或旧市镇、城区）包括：代特维莱尔、阿特马特、梅尔赛姆、普林蔡姆、维尔维赛姆、盖斯维莱尔-泽伯斯多夫。
戈特赛姆的时区为UTC+01:00、UTC+02:00（夏令时）。

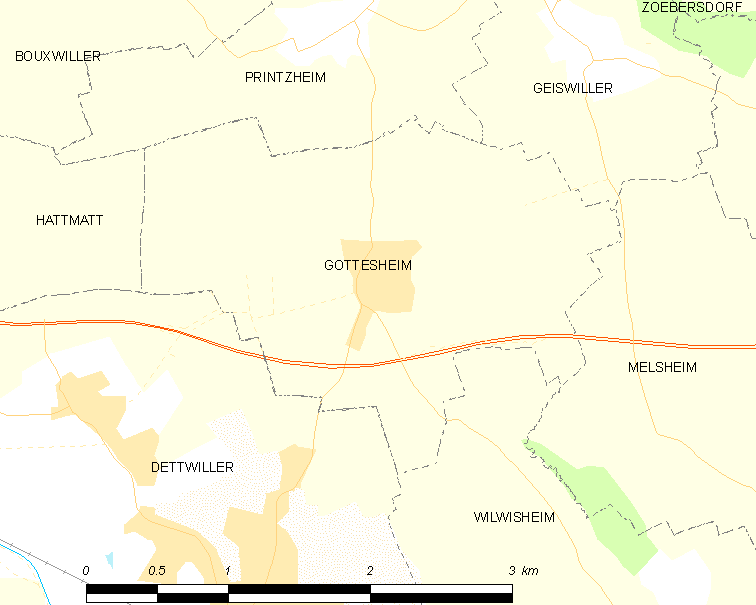
戈特赛姆的OSM定位图

## 行政
戈特赛姆的邮政编码为67490，INSEE市镇编码为67162。

## 政治
戈特赛姆所属的省级选区为萨韦尔讷县。

## 人口

1962-2008年间戈特赛姆人口变化图示

戈特赛姆于2022年1月1日时的人口数量为355人。